# مکاسب
کتاب المکاسب المحرمه یا مکاسب محرمه، به‌طور مخفف مکاسب، اثر مرتضی انصاری یکی از کتب مهم سطوح عالی حوزه‌های علمیه شیعه است، که در فقه جعفری به ویژه در بخش معاملات، بحث‌های استدلالی اجتهادی فقهی مطرح می‌کند. مباحث آن سه بخش عمده دارد: مکاسب محرمه، بیع، خیارات و مباحث متفرقه. این کتاب در کنار کفایة الاصول آخوند خراسانی، یکی از دو ماده امتحانی مجلس خبرگان رهبری است. تا کنون این کتاب چند بار چاپ شده‌است.

## محتوا
این کتاب فقهی سه بخش دارد: بخش اول دربارهٔ مکاسب محرمه است. انصاری در بخش دوم به احکام بیع اشاره می‌کند و بخش سوم کتاب شامل خیارات است. همچنین آخر کتاب دربارهٔ مباحث متفرقه‌ای مانند ارث، رضاع و تقیه است.

## جایگاه
این کتاب در طول چهار سال تحصیلی در حوزه‌های علمیه خوانده می‌شود؛ یعنی از آغاز پایه هفت تا اتمام پایه ده حوزه‌های علمیه. گفته شده هر کس بتواند مکاسب تدریس کند مجتهد است . این کتاب یکی از مهم‌ترین کتب فقهی امامیه است. انصاری در این کتاب به طلبه تمرین اجتهاد می‌دهد.

## حواشی بر کتاب
افراد زیر حواشی و شروحی بر این کتاب نگاشته‌اند:
- آخوند خراسانی (م ۱۳۲۹ ق)،
- سید محمد کاظم طباطبایی یزدی (م ۱۳۳۷ ق)،
- میرزا محمدتقی شیرازی (م ۱۳۳۸ ق)،
- آقا ضیاءالدین عراقی (م ۱۳۶۱ ق)
- محمدحسین نائینی (محقق نائینی) (م ۱۳۵۵ ق)
- علیرضا اعرافی (با نام مکاسب محرمه: محرمات علوم۱)